# リベラル・カトリック教会
リベラル・カトリック教会（Liberal Catholic churches）は、リベラル・カトリシズム（Liberal Catholicism）を実践する独立カトリック教会を指す総称である。この用語は、一般的に、自由主義的・社会正義的なアプローチをとるカトリック教会のことを指すが、その具体的な意味は歴史的背景や神学的立場によって変化する。

## 歴史
リベラル・カトリシズムは、19世紀のフランスで始まった運動であり、政治的・社会的自由とカトリック信仰の両立を目指した。代表的な思想家には、フェリシテ・ロベール・ド・ラメネ（Félicité Robert de Lamennais）、アンリ＝ドミニク・ラコルデール（Henri-Dominique Lacordaire）、シャルル・フォーブス・ルネ・ド・モンタランベール（Charles Forbes René de Montalembert）らが挙げられる。彼らは、カトリック教会の権威主義的な側面と対峙し、信仰の自由と社会的公正を強調する新しいカトリックの形を提唱した。この運動は、カトリック教会内部から独立した「リベラル・カトリック教会」として発展した。

## リベラル・カトリック教会とLCCの違い
「リベラル・カトリック教会」という用語は、神智学を取り入れたLiberal Catholic Church (LCC) とは異なる。LCCは、ジェームズ・イングル・ウェッジウッド（James Ingall Wedgwood）とチャールズ・ウェブスター・リードビータ（Charles Webster Leadbeater）によって設立され、神智学の影響を強く受けた教会である。LCCはリベラル・カトリシズムの思想に基づく教会ではなく、異なる信仰体系を持っており、リベラル・カトリック教会のカテゴリーから除外されるべきである。

## 誤解の広がり
「リベラル・カトリック教会」という名称は、神智学と関係するLCCやその分派によって誤用されることがある。特に、Liberal Catholic Church International (LCCI) は、リベラル・カトリシズムに基づいた教会であると誤って主張する場合がある。しかし、LCCIを含むこれらの教会は、リベラル・カトリシズムの思想とは無関係であり、LCCの信仰体系に属しているため、リベラル・カトリック教会のカテゴリーには含まれない。